# 斯韦特洛波良斯克
斯韦特洛波良斯克（羅馬化：Svetlopolyansk）是俄罗斯基洛夫州的市级镇，属上卡马区，地处基洛夫州东北部，在区行政中心基尔斯及州府基洛夫东北方；西北和东北侧分别有同属一区的市级镇列斯诺伊和鲁德尼奇内。设有同名铁路车站。
该地2021年人口有2,594人；2010年人口2,923；2002年人口3,275；1989年人口3,967。